# St. Margaretha (Ebertshausen)

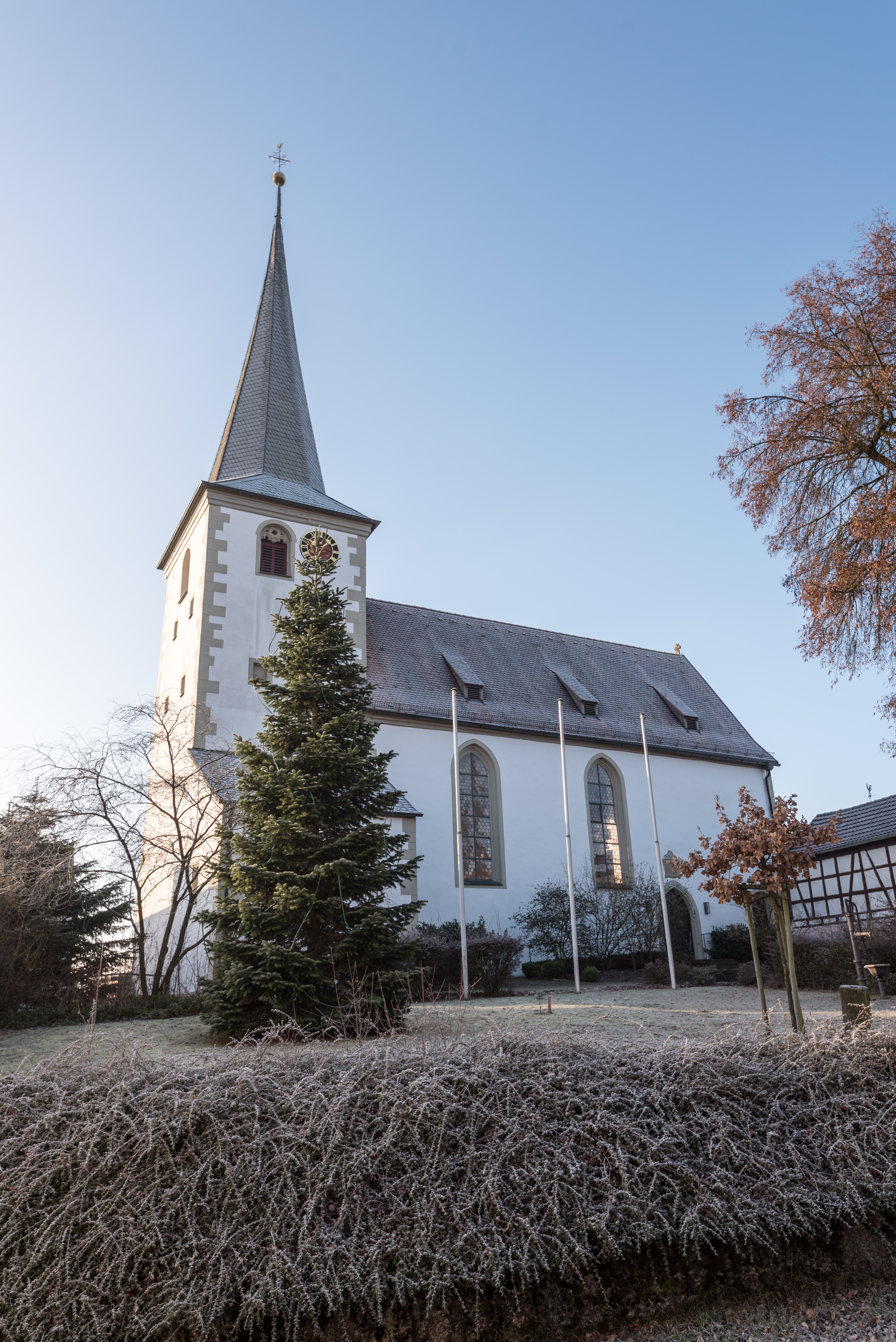
Pfarrkirche St. Margaretha, Vorderansicht (Winter)

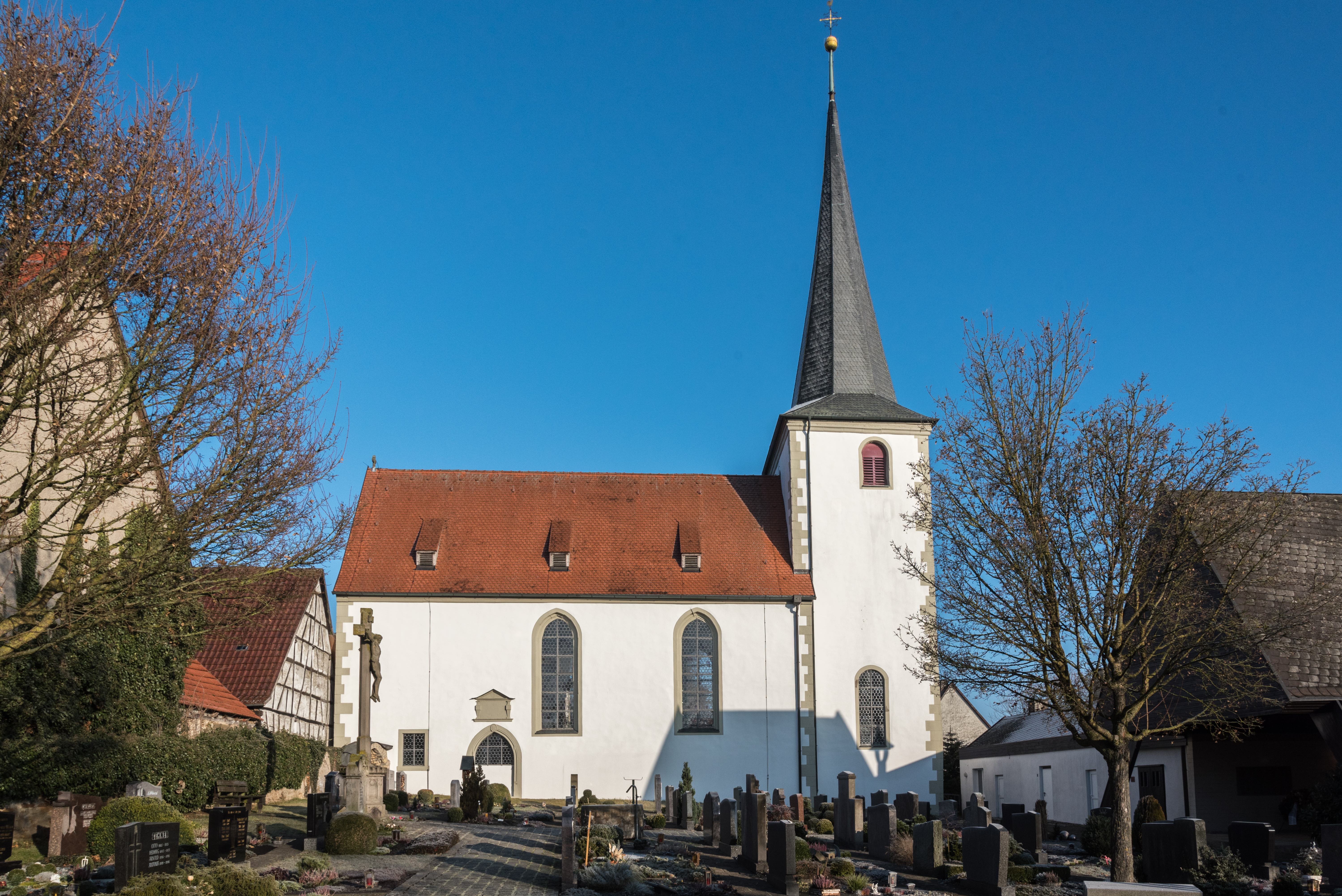
Pfarrkirche St. Margaretha in Ebertshausen

Die römisch-katholische Pfarrkirche St. Margaretha ist die Dorfkirche von Ebertshausen, einem Ortsteil von Üchtelhausen im unterfränkischen Landkreis Schweinfurt. Die Kirche zählt zu den Baudenkmälern von Üchtelhausen und ist unter der Nummer D-6-78-186-9 in der Bayerischen Denkmalliste registriert. Ebertshausen ist wie Üchtelhausen, Hesselbach, Hoppachshof und Reichmannshausen Teil der Pfarreiengemeinschaft Schweinfurter Rhön.

## Geschichte
Die Kirche wurde im Jahr 1614 im nachgotischen Stil renoviert. Auf einem Stein mit Henne am Kirchturm ist die Jahreszahl 1521 vermerkt, besonders im unteren Bereich ist er vermutlich noch älter.
Bis zum 16. Jahrhundert gehörte Ebertshausen zur Pfarrei Maßbach. Um 1580 wurde das Dorf vorübergehend evangelisch und 1587 unter Fürstbischof Julius Echter von Mespelbrunn wieder katholisch und selbstständige Pfarrei.
Ehemals muss in „Enbertshausen“ (Ebertshausen) ein Benediktinerkloster begütert gewesen sein, denn 1310 verkaufte es Ebertshäuser Besitz an das Deutschordenshaus in Münnerstadt.

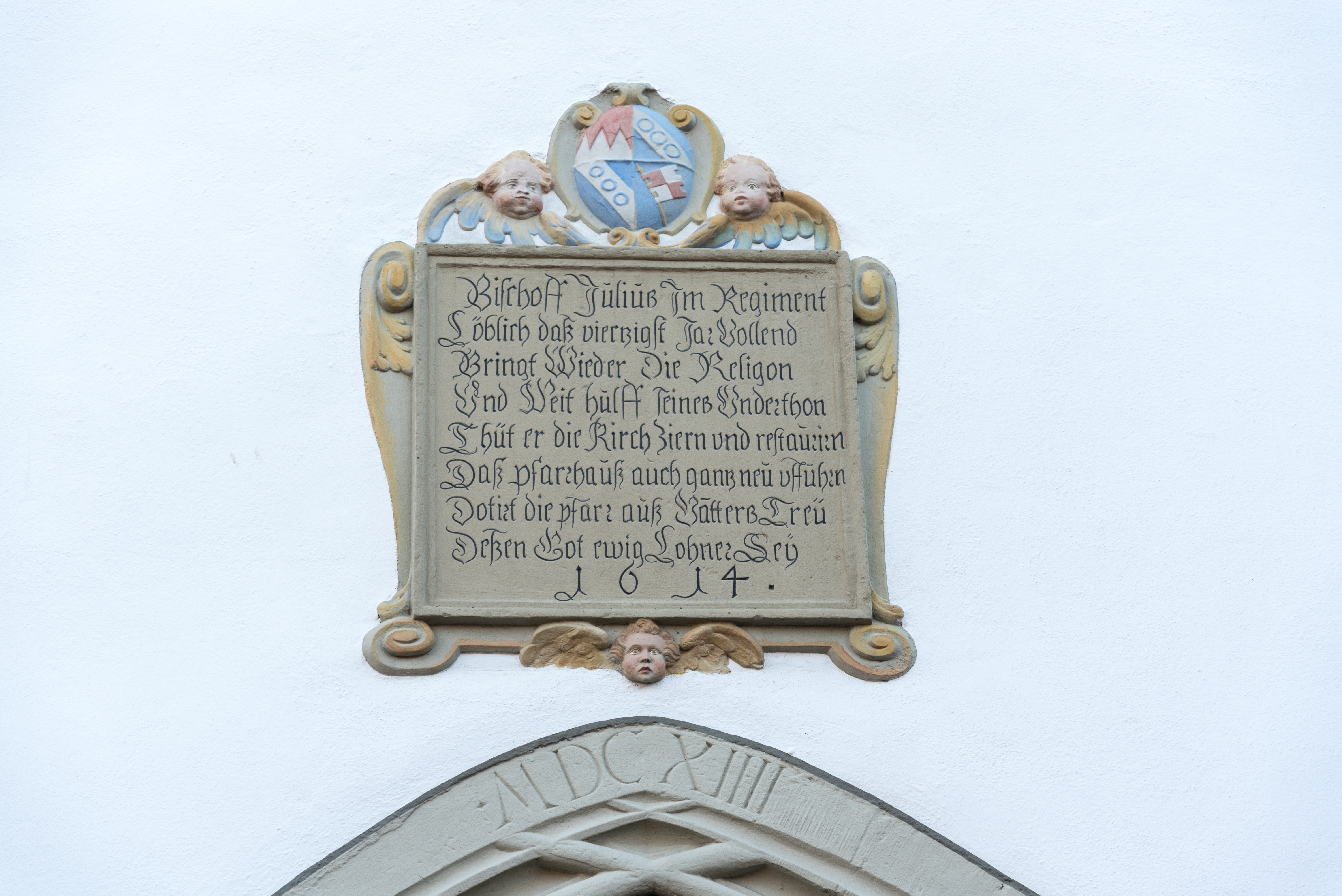
Gedenktafel über dem Haupteingang, als Erinnerung an die Kirchenrenovierung durch Julius Echter, 1614

## Beschreibung und Ausstattung
Die Kirche besteht aus dem flachgedeckten Langhaus und dem östlichen Julius-Echter-Turm. Im Untergeschoss des Kirchturms befindet sich der Chor mit Kreuzgratgewölbe. Die Kirche besitzt spitzbogige Fenster. Der Hochaltar im Stil des Rokoko mit Darstellung der Kirchenpatronin St. Margaretha im Altarblatt stammt aus dem Jahr 1750. 1796 wurden die Seitenaltäre mit Figuren der Muttergottes (links) und des heiligen Josef (rechts) durch den Hofheimer Künstler Karl Albrecht geschaffen. Der Taufstein auf girlandengeschmückter gedrehter Säule entstand um 1700.

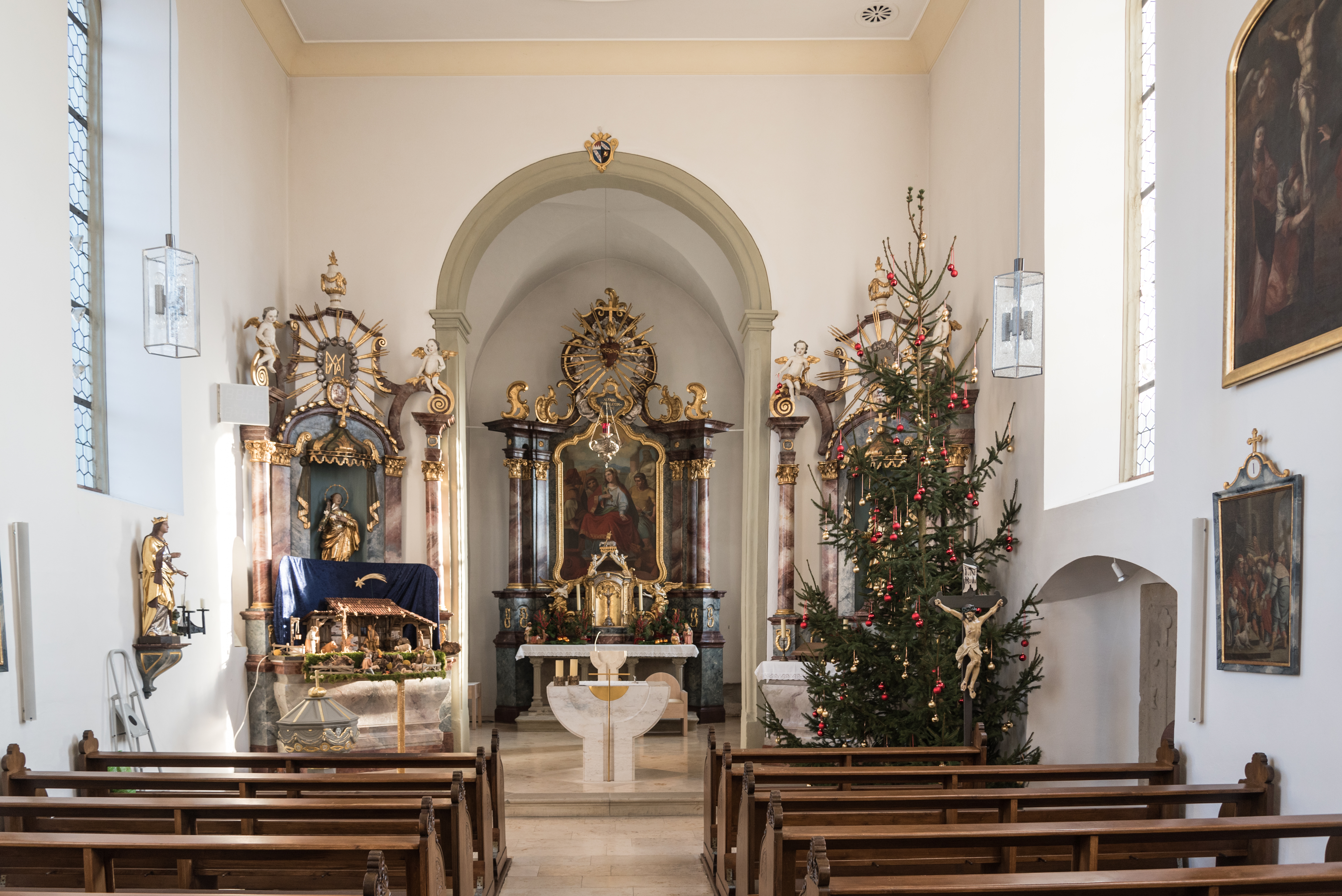
Inneres der Kirche

## Orgel
Die 2008 durch die Firma Rensch renovierte Orgel stammt ursprünglich aus der Münchner Orgelwerkstatt W. Siemann.

### Disposition
| I. Manual (Hauptwerk)          | II. Manual (Positiv)              | Pedal                         |
| ------------------------------ | --------------------------------- | ----------------------------- |
| 1. Principal* 8′               | 9. Holzflöte* 8′                  | 14. Subbaß* 16′               |
| 2. Bourdon* 8′                 | 10. Flauto dolce 4′               | 15. Octavbaß* 8′              |
| 3. Salicional 8′               | 11. Nasard (Vz aus 12) 2 ⁄3′      | 16. Gedecktbaß (Otrans.14) 8′ |
| 4. Octave 4′                   | 12. Sesquialter I/II 2 ⁄3′+1 3⁄5′ |                               |
| 5. Flauto dolce (WR mit 10) 4′ | 13. Flautino 2′                   |                               |
| 6. Octave 2′                   | -Tremulant-                       |                               |
| 7. Mixtur IV 1 ⁄3′             |                                   |                               |
| 8. Trompete 8′                 |                                   |                               |

(*Diese Register wurden teilweise oder ganz aus der Vorgängerorgel übernommen.)
Koppeln: II/I, I/P, II/P
Das Gehäuse der Orgel wurde aufbereitet und um 60 cm erhöht. Sie ist die einzige Rensch-Orgel im Landkreis Schweinfurt.